# Psychoda makati
Psychoda makati är en tvåvingeart som beskrevs av Rosario 1936. Psychoda makati ingår i släktet Psychoda och familjen fjärilsmyggor. Inga underarter finns listade i Catalogue of Life.